# Daniel Sartor
Daniel Alberto Sartor (n. Ingeniero Jacobacci, 8 de enero de 1965) es un político argentino. Fue presidente de la Juventud Radical entre 1983 y 1985 en su Río Negro, su provincia natal; posteriormente, durante la presidencia de Fernando De la Rúa, Secretario de Estado, en septiembre de 2001, en reemplazo de Gerardo Morales, y más tarde, el 22 de octubre de 2001, Ministro de Desarrollo Social y Medio Ambiente de la Nación, en reemplazo del renunciante Juan Pablo Cafiero. Permaneció casi dos meses en el cargo, el estallido de la crisis económica de 2001 en Argentina obligó a De la Rúa y a su gabinete a renunciar.

## Biografía
Daniel Alberto Sartor nació en Ingeniero Jacobacci, en la provincia de Río Negro. Estudió derecho en la Universidad Nacional de Río Negro, pero nunca se recibió, se postula como vice de Pablo Verani, en la carrera para gobernar Río Negro. Trabajó de empleado en el Banco Provincial de Río Negro, de donde fue despedido por "irregularidades". En la actualidad, reside en General Roca y se encuentra casado con tres hijos.
Militó en la radicalismo, lo que le valió para presidir la Juventud Radical en su provincia de 1983 a 1985. En la década de los 2000 presidió el comité radical de General Roca. Verani, a quien había seguido Sartor desde su juventud, lo nombró ministro de Salud y Acción Social de la Provincia de Río Negro. En el año 2000 el diario Página 12 reveló un escándalo de desvío de fondos públicos para la interna de la UCR en Río Negro, que implicaban al entonces diputado radical Horacio Massaccesi y a Daniel Sartor, quién utilizó fondos públicos para “comprar” militantes en la interna radical de Río Negro, el escándalo se dio por la repartición subsidios, pasajes y dinero del gobierno para comprar voluntades. El entonces ministro radical de Desarrollo Social, Daniel Sartor, habría firmado un “compromiso” con José Alvarado, un militante radical que consistía en la entrega de comida, de subsidios para 15 personas y el pago del alquiler de la casa de Alvarado. En 1994, Sartor finalmente sería acusado penalmente por desviar fondos de ahorristas a su cuenta personal. según investigaciones posteriores dichos contratos se firmaron sin intervención ni control previo de los órganos competentes. a raíz de este caso también fue denunciado el economista de la Alianza José Luis Machinea en el escándalo del bono rionegrino por 40 millones de pesos. La denuncia la realizó el diputado del PJ Miguel Pichetto, quien acusó a Machinea, asesor del gobierno de Río Negro, de ser el autor intelectual y partícipe necesario en la presunta estafa del bono rionegrino, hecho que investigaba la Justicia.En el año 2000 comenzó a ser investigado  por  presuntos delitos de estafa o defraudación al Estado a través de Caja de Valores y el Banco Exprinter en perjuicio de Río Negro a raíz de la emisión de los bonos Cedepre, cuyo escándalo se vieron involucrados exministros del gobernador Pablo Verani, entre ellos Sartor el mismo mandatario.  siendo procesado en esta causa, aunque con algo de demora, puesto que tuvo fueros hasta diciembre de 2003. Por dicho asalto serían condenados los políticos de primer nivel del radicalismo rionegrino, entre ellos el exgobernador Horacio Massaccesi, Fernando Chironi y el mismo Sartor  por el delito de malversación de caudales públicos en la figura de peculado.
El 4 de septiembre, durante la presidencia de Fernando De la Rúa, fue designado Secretario de Estado; cargo que abandonó, el 22 de octubre de 2001, tras ser designado Ministro de Desarrollo Social de la Argentina en reemplazo de Juan Pablo Cafiero, quien había renunciado con desacuerdos con el gobierno. Al momento de su designación, Sartor ya contaba con causas por irregularidades en la administración pública, que le valieron críticas por su designación a De la Rúa. En junio de 2001 dos de sus secretarias habían sido condenadas por el manejo de un subsidio social, del que se apropiaron, que derivó en la condena de las exsecretarias privadas de Daniel Sartor y de la exsubsecretaria y mano derecha en Acción Social.
Duró poco tiempo en el cargo, ya que la crisis económica obligó a la dimisión de Fernando De la Rúa y de todo su gabinete. No se nombró inmediatamente un sucesor, puesto que se había disuelto su cartera en las presidencia provisionales de Ramón Puerta y Adolfo Rodríguez Saá.
En su gestión como ministro nacional se le presentó un conflicto por salarios docentes, que derivaron en manifestaciones frente a su casa en General Roca.
Posteriormente fue legislador Cámara de Representantes de Río Negro y Secretario General de la Unión Cívica Radical en su provincia. En abril de 2009, fue denunciado por la Defensoría del Pueblo de Río Negro por enriquecimiento ilícito. En el año 2010 enfrentó una  judicial que se le inició por la presunta utilización irregular de pasajes aéreos oficiales para uso particular. En el año 2014 fue procesado por la justicia por  "enriquecimiento ilícito" desde la Defensoría del Pueblo se hizo un trabajo investigativo sobre las propiedades de Daniel Sartor que incluían un departamento frente al jardín botánico en la Capital Federal, autos de alta gama, propiedades en Viedma y en General Roca, y diversos lotes. En 2017 integró parte de la lista de unidad en el frente Cambiemos de Río Negro.